# إي إيه سبورتس يو إف سي 5
إي أيه سبورتس يو أف سي 5 (بالإنجليزية: EA Sports UFC 5)‏ هي لعبة فيديو قتالية لفنون القتال المختلطة طورتها إي أيه فانكوفر ونشرتها إي إيه سبورتس. اللعبة بمثابة تكملة لإي إيه سبورتس يو إف سي 4 (2020)، وقد صدرت في 27 أكتوبر 2024 لجهاز بلاي ستيشن 5 وإكس بوكس سيريس إكس/إس.

## وصلات خارجية
- الموقع الرسمي